# Besourenga horacioi
Besourenga horacioi е вид бръмбар от семейство Листороги бръмбари (Scarabaeidae). Видът не е застрашен от изчезване.

## Разпространение
Разпространен е в Боливия, Бразилия (Пара и Рондония) и Перу.